# The Secret War of Lisa Simpson
«The Secret War of Lisa Simpson» (с англ. — «Тайная война Лизы Симпсон») — заключительный эпизод восьмого сезона «Симпсонов». Премьерный показ состоялся 18 мая 1997 года. Дети Симпсонов попадают в военную школу.

## Сюжет
Лиза Симпсон обеспокоена тем, что образование, которое она получает в Спрингфилдской начальной школе, слишком примитивное. Об этом она говорит с директором Скиннером, но тот возражает, что если программа школы будет усложнена, она станет недоступной для «глупых учеников».
Тем временем во время экскурсии с классом в департамент полиции Спрингфилда Барт в очередной раз нахулиганил. Последовательно установив 15 полицейских мегафонов и сказав в первый «Проба!» (англ. Testing!), он вызвал акустический удар, выбивший окна во всех домах Спрингфилдa и причинивший другие разрушения. Например, у Гомера в холодильнике разбились все бутылки пива "Duff". Он заявляет своему сыну, что тот подвергнется «ужасному наказанию». По совету шефа Виггама родители решают перевести Барта в военную школу, где дисциплина построже. За это директор Сеймур Скиннер и Эдна Крабаппл распивают бутылку шампанского.
В военной школе Лиза неожиданно обнаруживает, что общеобразовательная программа, по которой обучают курсантов, значительно сложнее, чем в обычной школе. Она решает вместе с Бартом остаться и продолжить здесь своё обучение. Мардж против этого, да и начальнику школы это кажется невероятным — за 185 лет существования школы в ней ещё ни разу не было девочки-кадета. Но, решив, что это «веяние времени», начальник принимает Лизу в школу.
Первоначально Лиза полна энтузиазма, но её присутствие вызывает среди других курсантов недовольство — она девчонка, ей одной выделили целую казарму, к тому же по предметам военной подготовки она успевает хуже остальных. В школе существует суровая дедовщина, и Барт с Лизой ей подвергаются. Определенное время спустя Барт, в отличие от сестры, все-таки становится своим для курсантов, и это отдаляет его от Лизы, остающейся изгоем. Она даже хочет попроситься домой, но решает доучиться до конца семестра. Барт, как может, поддерживает её, только тайно — он не хочет, чтоб его новые друзья считали его «размазней».
Перед завершением семестра курсантам предстоит пройти традиционное испытание мужества. Оно состоит в том, чтобы проползти 40 футов (12,1 м) по канату, натянутому на высоте 150 футов (45,72 м) над кустами терновника. Все курсанты проходят испытание, последней идет Лиза. На половине пути она чуть не срывается с каната. Видя это, Барт впервые явно подбодряет сестру (к неудовольствию других курсантов), и она выдерживает испытание. Впоследствии начальник школы награждает её медалью.
Эпизод заканчивается тем, что родители сказали детям, что повезут их в Диснейленд, но после того, как их машина встала на парковку, они посмеялись над доверием детей: на самом деле их везли к дантисту. Дети пугаются.

## Производство
Идея о поступлении Барта и Лизы в военную школу занимала умы создателей сериала с 1991 года.
По признанию самого режиссёра Майка Андерсона, его собственный образ нашёл в эпизоде отражение в виде курсанта со светлыми растрепанными волосами, который первым отправляется с криком на канат во время испытания мужества.

## Оценки
Авторы книги I Can’t Believe It’s a Bigger and Better Updated Unofficial Simpsons Guide Уоррен Мартин и Адриан Вуд остались недовольны эпизодом, посчитав его «очень скучным» и отметив, что Уиллем Дефо был использован в нём не должным образом.
В то же время, по мнению продюсера сериала Джоша Вайнштейна, Дефо был одной из лучших приглашённых звёзд сериала.